# Cesarismo

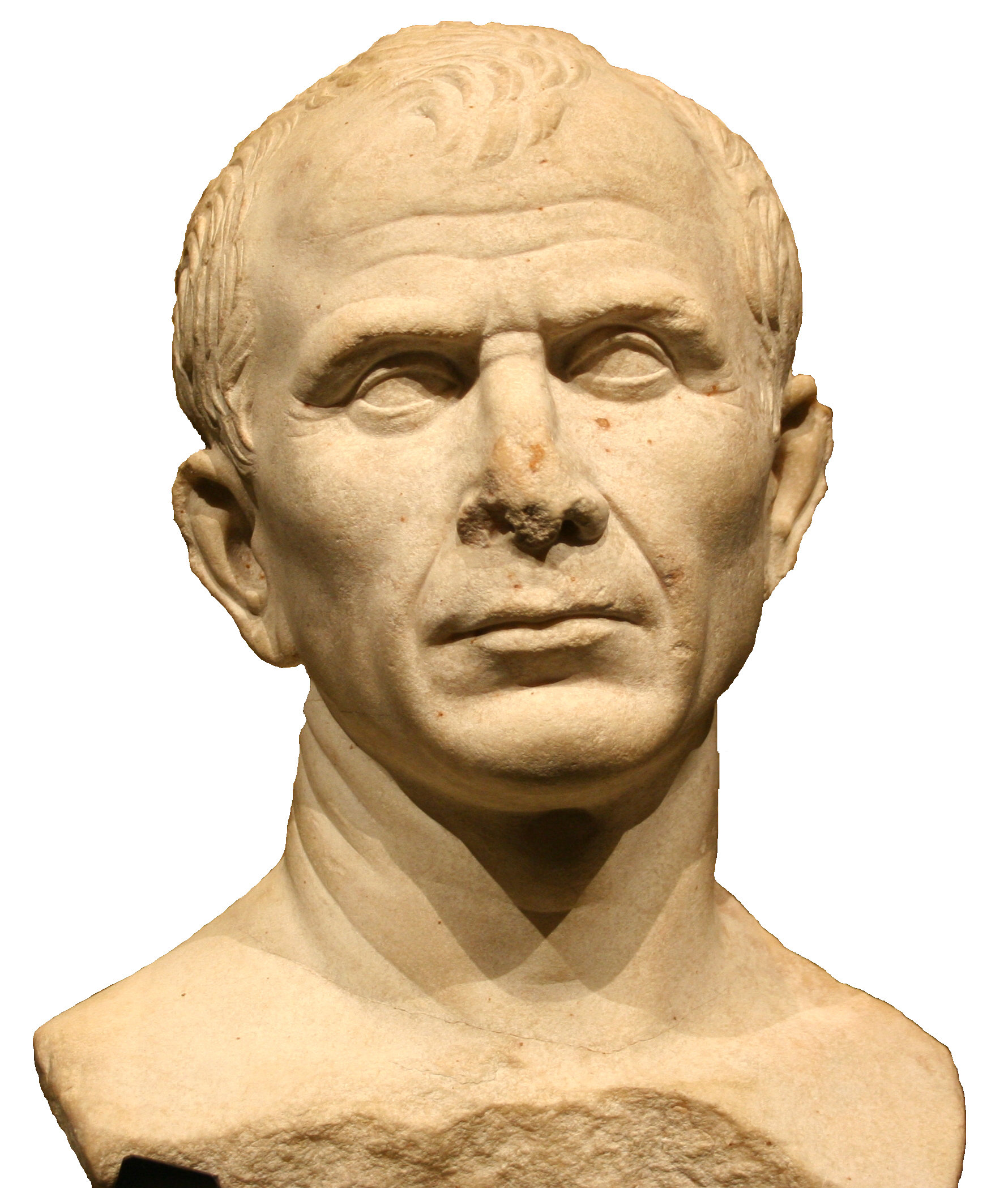
Busto di Cesare realizzato quando era ancora in vita (Museo di Arles, Francia).

Per cesarismo s'intende un regime politico attuato da un uomo dotato di forte volontà di realizzare i suoi progetti e d'un particolare carisma che gli permetta di rivolgersi direttamente al popolo per invocarne sostegno e consenso. Il suo potere individuale e autoritario è di solito supportato dalle forze armate, specie quando è diretto al fine di mantenere l'ordine esistente alterato da disordini, conflitti sociali e scontri ideologici, politici o d'altra natura.  Il termine deriva dalla politica attuata nella Roma antica da Gaio Giulio Cesare ma viene comunemente indicato nella storiografia moderna anche come sinonimo di bonapartismo (da Napoleone Bonaparte) nel senso generico di un movimento politico teso a rivalutare la forza ed il governo centralizzato basato su un supporto popolare ad un singolo uomo.

## Storia dell'idea di cesarismo
Il cesarismo è un termine coniato in Francia nel XIX secolo, probabilmente nel 1850 riferito, con l'eccezione del succitato Romieu, a quella monarchia instauratasi con i colpi di stato del 18 brumaio, anno VIII della Rivoluzione (9 novembre 1799), compiuto da Napoleone Bonaparte che segnò la fine del Direttorio e di quello del 2 dicembre 1851 effettuato da Luigi Napoleone Bonaparte, allora presidente della Repubblica francese.

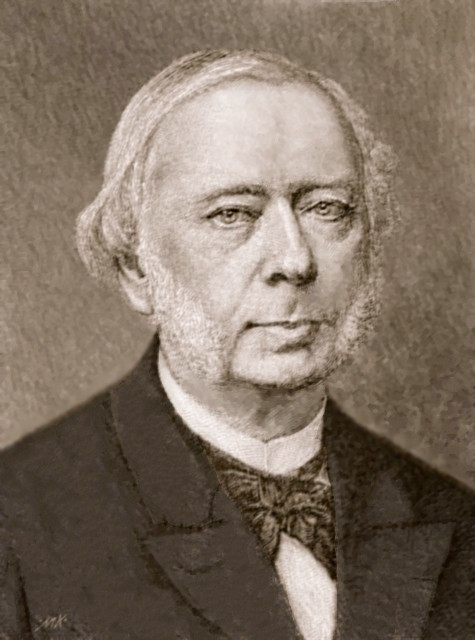
Wilhelm Georg Friedrich Roscher

Nell'ambito della Francia napoleonica il termine cesarismo non va riferito ai nemici politici del Bonaparte ma fu coniato per esaltare i meriti del regime, di cui Napoleone III si considererà erede, messi in rilievo dal libro Parallèle entre Cèsar, Cromwell, Monck, et Bonaparte, diffuso e forse scritto da Luciano Bonaparte nel 1800 che considerava il fratello uguale a Cesare come stratega militare ma superiore a quello come uomo politico. Giudizio che lo stesso Napoleone sembra riconoscere a se stesso scrivendo nell'esilio di Sant'Elena il Précis des guerres de César
Dal 1814 nelle opere di polemisti, storici, romanzieri come Benjamin Constant, Byron, Stendhal, sia da chi lo apprezza sia da chi lo condanna, Napoleone viene costantemente assimilato a Cesare. Gli scrittori romantici vedono in lui il prototipo dell'uomo fatale e Hegel lo esalta come "lo spirito del mondo".
Nel 1888 nelle Memorie dell'Accademia di Sassonia l'economista Wilhelm Georg Friedrich Roscher della scuola storica tedesca pubblicò una teoria secondo la quale il cesarismo antico e moderno nasce dall'indebolimento della classe media e dal prevalere della plutocrazia e del proletariato. Si costituisce così una monarchia illegittima e populista che si regge sul dispendio delle risorse economiche dello Stato per la costruzione di faranoiche opere pubbliche, sul sostegno delle forze armate a capo delle quali il regime preferisce mettere generali imbelli al posto dei valenti che potrebbero fare ombra al Cesare; da qui l'inevitabile fine delle vittorie militari che causano l'immediato crollo del regime. In questa definizione secondo Roscher rientrano i dodici Cesari dell'antichità, i despoti della Grecia e del Rinascimento, Oliver Cromwell e i due Napoleoni.
In tempi più recenti la storiografia ha rifiutato l'idea che la situazione politica della Francia del 1789 e del 1848 possa essere riferita a quella in cui si afferma il potere di Cesare, non certo tramite un plebiscito, espressione presunta della volontà popolare del tutto ignota nel mondo romano. Cesare non aveva il substrato sociale e politico di una rivoluzione dove il proletariato industriale francese era del tutto diverso da quello romano e nella Roma antica non si formò un mito di Cesare che Augusto e i suoi successori cercarono anzi di mettere da parte. Per i romani Cesare fu semplicemente l'espressione di una restaurazione monarchica da giudicare positivamente o negativamente.
In epoca medioevale e moderna «Cesare non fu mai considerato l'inventore di uno speciale regime politico». Per il Medioevo Cesare fu il simbolo del legittimo potere imperiale e da Petrarca in poi si analizzò  criticamente la sua vita nei suoi aspetti positivi e negativi chiedendosi se egli potesse essere definito un tiranno tale da giustificare la sua uccisione.

## Il cesarismo secondo Gramsci
Antonio Gramsci ha prestato particolare attenzione al cesarismo, soffermandosi sulla questione in diverse note dei Quaderni del carcere . Secondo Gramsci, il cesarismo si sviluppa in situazioni di incertezza politica, quando «il vecchio muore e il nuovo non può nascere», ed è un tipo di regime nel quale un capo carismatico gestisce il potere in maniera autocratica, assecondando gli istinti popolari e sostituendo la partecipazione e  la rappresentanza con la delega diretta, plebiscitaria. L'analisi gramsciana parte dalla figura di Giulio Cesare, ma si allarga fino a comprendere vari regimi dei secoli XIX e XX. Per Gramsci il cesarismo può essere progressivo se aiuta le forze in sviluppo a prendere il potere o regressivo se favorisce le forze reazionarie come ha storicamente fatto il fascismo.